# مؤتمر رؤية الكمبيوتر والتعرف على الإنماط
مؤتمر رؤية الكمبيوتر و التعرف على الإنماط (سي في بي آر) هو مؤتمر سنوي في مجال رؤية الكمبيوتر والتعرف على الأنماط، ويعتبر أحد المؤتمرات الرائدة في رؤية الكمبيوتر.

## الإنتماءات الرسمية
عُقد مؤتمر (سي في بي آر) لأول مرة في العاصمة الأميركية واشنطن في عام 1983 من قبل تاكيو ودانا بالارد (كان المؤتمر يُعرف سابقاً ب التعرف على الأنماط ومعالجة الصور). من 1985-2010 كان برعاية جميعة الكومبيوتر IEEE. وفي عام 2011 اشترك في رعاية المؤتمر إلى جانب جميعة الكومبيوتر IEEE جامعة كولورادو. ومنذ عام 2012 وقد شارك في رعايته أيضاً مؤسسة رؤية الكومبيوتروالتي وفرت الوصول لمنشورات المؤتمر.

## نطاق المؤتمر
يغطي المؤتمر مجموعة واسعة من المواضيع ذات الصلة برؤية الكومبيوتر والتعرف عل وبشكا إساسي في أي موضوع يتعلق باستخراج الهياكل أوالمعلومات من الصور أو الفيديو أو تطبيق الطرق الرياضية المتعلقة باستخراج البيانات أو التعرف على الأنماط. وفي كل عام يصرح المؤتمر بقائمة المواضيع لتلك السنة. ويشمل حدث المؤتمرأيضا مجموعة واسعة من ورش العمل والدروس. كما تشارك الشركات في كل عام ابدعم المؤتمر والتبرع بالأموال .

## الموقع
يعقد المؤتمر عادة في يونيو في أمريكا الشمالية.
| السنة | الموقع                                |
| ----- | ------------------------------------- |
| 2024  | ميامي                                 |
| 2023  | فانكوفر                               |
| 2022  | نيو أورلينز                           |
| 2021  | ناشفيل عن بعد بسبب جائحة فيروس كورونا |
| 2020  | سياتل عن بعد بسبب جائحة فيروس كورونا  |
| 2019  | لونغ بيتش                             |
| 2018  | سولت ليك                              |
| 2017  | هونولولو                              |
| 2016  | لاس فيغاس                             |
| 2015  | بوسطن                                 |
| 2014  | كولومبوس                              |
| 2013  | بورتلاند                              |
| 2012  | بروفيدنس                              |
| 2011  | كولورادو سبرينغز                      |
| 2010  | سان فرانسيسكو                         |
| 2009  | ميامي                                 |
| 2008  | أنكوريج                               |
| 2007  | مينيابوليس                            |
| 2006  | نيويورك                               |
| 2005  | سان دييغو                             |
| 2004  | واشنطن العاصمة                        |
| 2003  | ماديسون                               |
| 2001  | كاواي                                 |
| 2000  | جزيرة هيلتون هيد                      |
| 1999  | فورت كولنز                            |
| 1998  | سانتا باربارا                         |
| 1997  | سان خوان                              |
| 1996  | سان فرانسيسكو                         |
| 1994  | سياتل                                 |
| 1993  | نيويورك                               |
| 1992  | تشامبيغن                              |
| 1991  | لاهاينا (هاواي)                       |
| 1989  | سان فرانسيسكو                         |
| 1988  | آن آربر                               |
| 1986  | ميامي                                 |
| 1985  | سان فرانسيسكو                         |
| 1983  | مقاطعة أرلنغتون                       |

## الجوائز
- جائزة أفضل ورقة
- جائزة أفضل ورقة المستفيدين